# Иргашев, Шухрат Ибрагимович
Шухра́т Ибраги́мович Ирга́шев (19 июня 1945, Ташкент — 17 сентября 2021, Москва) — советский, узбекский актёр и режиссёр. Народный артист Узбекской ССР (1989).

## Биография и творческая карьера
Родился 19 июня 1945 года в Ташкенте. После окончания школы работал столяром и слесарем на Ташкентском заводе «Подъёмник».
В 1968 году окончил Ташкентский театрально-художественный институт имени А. Н. Островского. В том же году поступил в труппу Ташкентского русского драматического театра имени Максима Горького.
В 1989 году Шухрату Иргашеву присвоено почётное звание народный артист Узбекской ССР.
Активно снимался в российском кинематографе.
Скончался 17 сентября 2021 года в Москве в возрасте 76 лет. Похоронен на Центральном городском кладбище Солнечногорска.

## Фильмография
- 1966 — Нежность — Шухрат
- 1968 — Возвращение командира — Маузер
- 1969 — Яблоки сорок первого года — Анвар
- 1969 — Влюблённые — Шухрат
- 1969 — Он был не один — Акбар Ибрагимов
- 1970 — Гибель Чёрного консула — Камаль
- 1970 — Интеграл — студент
- 1971 — Без страха — командир красноармейского взвода
- 1972 — Ждём тебя, парень — Азиз
- 1972 — Завещание старого мастера — Насыр-Ака
- 1972 — Семург — Шерзод
- 1972 — Этот славный парень
- 1973 — Здесь проходит граница
- 1973 — Мой добрый человек
- 1973 — Побег из тьмы — Абдурахман
- 1975 — Абу Райхан Беруни — Майманди
- 1975 — Человек уходит за птицами
- 1975 — Как Хашим был большим — Зазнай, сын матушки Лени
- 1975 — Ты, песня моя — брат
- 1977 — Это было в Коканде — Цигерели
- 1979 — Ливень — Искандер
- 1979 — На ринг вызывается... — Рантик
- 1979 — Стрельба дуплетом — Валиев
- 1981 — Камила — папа
- 1981 — Большая короткая жизнь — Мирза Каримбай
- 1982 — Юность гения — правоверный
- 1982 — Сегодня и всегда — Искандер
- 1982—1984 — Огненные дороги — член редколлегии журнала «Кингаш»
- 1983 — Семейные тайны — Расул
- 1983 — Пароль — «Отель Регина» — Бурнашев
- 1985 — Прощай, зелень лета
- 1985 — Вина лейтенанта Некрасова — Артём Казарян, майор авиации
- 1985 — Говорящий родник
- 1985 — Последняя инспекция
- 1985 — Я ей нравлюсь — эпизод
- 1986 — Дополнительный прибывает на второй путь — Вахидов
- 1986 — Хромой дервиш — Хамид
- 1986 — Джура, охотник из Минархара — Али
- 1987 — Клиника — Рустамов
- 1987 — По второму кругу
- 1987 — Уполномочен революцией — Рыскулов
- 1988 — Дорога в ад — человек «Шаха»
- 1988 — Взгляд
- 1988 — Все мы немножко лошади…
- 1988 — Преследование
- 1988 — Чудовище, или Кто-то другой
- 1988 — Шок — Бахрамов
- 1989 — Квартира — мафиози
- 1989 — Пришелец — Ахун
- 1990 — Битва трех королей — Рамдан
- 1990 — Под маской «Черной кошки» — Ядгар
- 1990 — Тайное путешествие эмира — Каракозов
- 1990 — Кодекс молчания — Шамиль
- 1990 — Убийца поневоле — следователь
- 1991 — Полуночный блюз — Джавад (главный герой)
- 1991 — Действуй, Маня! — эпизод
- 1992 — Тайна папоротников
- 1993 — Мафия бессмертна — Нанг-Лама
- 1994 — Зов предков. Великий Туран — Земарх (рассказчик, согдийский купец)
- 1995 — Зов предков. Согдиана — Земарх (рассказчик, согдийский купец)
- 2000 — Паримомо
- 2004 — Боец — Гамид, «блатной» заключённый
- 2004 — Парни из стали — директор рынка
- 2004 — Влюбленные. Фильм второй — Шухрат
- 2004 — К вам пришёл ангел — Усман
- 2005 — Дневной дозор — бармен в кафе Зоара
- 2005 — Подкидной — Фарид
- 2005 — Стая — Мурат Адашев
- 2006 — Невеста — Хазар
- 2006 — Гражданин начальник 3 — Рамазан Ильясович Тахтаев
- 2006 — Псевдоним «Албанец» — Хайрулло
- 2006—2007 — Сестры по крови — Самвел Михайлович Пашаев, директор городского рынка
- 2007 — Ничего личного — начальник Зимина
- 2007 — Лабиринты любви — Александр Андреевич Литвинов
- 2008 — Знахарь — полевой командир Тохтамбаш-Баши / прапорщик советской армии Жора Тохтамбашев (Каримов Чарим Тохтамбашевич)
- 2008 — Мины в фарватере — начальник продбазы Уразбаев
- 2009 — Катя: Военная история — Фуад Касымов
- 2009 — Аннушка — хозяин фирмы «Резерв»
- 2009 — Дольше века — Алан Хетагуров
- 2009 — Меч —  полковник (с 22 серии 1-го сезона — генерал-майор) милиции Геннадий Тимурович Муратов, «оборотень в погонах»
- 2009 — Откричат журавли — Иргашев
- 2010 — Демоны — начальник
- 2011 — На солнечной стороне улицы — врач
- 2011 — МУР — Матвей Никанорович Сажин, полковник, парторг МУРа
- 2011 — Высоцкий. Спасибо, что живой — генерал КГБ
- 2011 — У реки два берега. Продолжение — Левон Гургенович, главврач ЦРБ
- 2012 — Проснёмся вместе? — Рамзес Фурхатович Мансуров, владелец «Металлинвест»
- 2013 — Вероника. Беглянка — Чопра
- 2013 — Нюхач — «Мустафа», криминальный авторитет
- 2015 — Принцесса с севера — Гафар
- 2015 — Красная королева — Усманов
- 2016 — Куба — Джабраилов
- 2018 — Большое небо — секретарь обкома